# カワサキ・B8
B8（ビーエイト）は、川崎航空機工業が1962年から1965年まで製造していた125ccの小型自動二輪車。125ccの2ストロークピストンバルブエンジンは、6,000RPMで11馬力を発揮した。川崎航空機工業が親会社である川崎重工業に吸収合併される前のモデルであり、タンクエンブレムとサイドカバーのロゴは「KAWASAKI」ではなく「KAWASAKI AIRCRAFT」が使用されている。

## 歴史
前身モデルのB7がカワサキブランドの第1号機とされているが、B7の車体設計は川崎明発工業（メイハツ）によるもので、加えて、B7には多くのクレームが寄せられた。この反省を踏まえて、川崎航空機工業がエンジンから車体まで一貫して設計・製造したモデルがB8である。川崎航空機工業のオートバイ部門はB7以前のモデルの販売不振によって赤字が常態化し、親会社である川崎重工業から事業撤退を迫られていたが、B8の販売が好調となったため、1963年11月に「発動機事業部」から分離して現在のカワサキモータースへと繋がる「単車事業部」が独立した。

## 概要
B8は設計者である松本博之が自ら行ったディーラーでの聞き取り調査を基に設計され、舗装道路が少なかった当時の道路事情に対応した、低速でもトルクのある粘り強いエンジンと肉厚で耐久性のある車体、新設計のサスペンションを備え、実用性の高さから人気を博した。
派生車としてダブルシートを装着したツーリングモデルのB8Tや排気量を148ccに拡大した150B8Sがある。

## レースでの活躍
B8の走破性の高さは当時、国内で活況となりつつあったモトクロスレースでも有効であり、B8を改造したモトクロッサーB8M（通称：赤タンク）は1963年5月に兵庫県の青野ヶ原で開催されたMFJ兵庫支部主催の第一回モトクロス大会で1～6位までを独占して完全優勝し、オートバイブランドとしてのカワサキの地位を大きく向上させた。B8Mのレース活動は当初、社内の有志にるものであったが、レースでの活躍を受けて正式なワークスチームが組織され、カワサキのレース活動の先駆けとなった。